# نیمکتی در نیویورک
نیمکتی در نیویورک (انگلیسی: A Couch in New York) فیلمی در ژانر کمدی به کارگردانی شانتال آکرمن است که در سال ۱۹۹۶ منتشر شد.

## بازیگران
- ژولیت بینوش
- ویلیام هرت
- پل گویلفویل
- ریچارد جنکینز
- هنری بین
- باربارا گریک